# Holtby
Holtby är en ort och civil parish i Storbritannien.   Den ligger i kommunen City of York och riksdelen England, i den centrala delen av landet, 280 km norr om huvudstaden London. Holtby ligger 29 meter över havet och antalet invånare är 152.
Terrängen runt Holtby är mycket platt. Runt Holtby är det tätbefolkat, med 659 invånare per kvadratkilometer. Närmaste större samhälle är York, 7,6 km väster om Holtby. Trakten runt Holtby består till största delen av jordbruksmark.